# Mayhem (videogioco 2011)
Mayhem (noto anche come Mayhem 3D) è un videogioco di corsa del 2011 sviluppato da Left Field Productions, pubblicato da Rombax Games e distribuito da Zoo Entertainment per Xbox 360 e PS3.